# Mieczysław Łapa
Mieczysław Jan Łapa (ur. 30 marca 1907 w Wieliczce, zm. 23 grudnia 1981 w Leeds) – oficer lotnictwa, uczestnik kampanii wrześniowej i bitwy o Anglię, kawaler Orderem Virtuti Militari.

## Życiorys
Na stopień podporucznika został mianowany ze starszeństwem z 1 stycznia 1932 i 33. lokatą w korpusie oficerów rezerwy aeronautyki. Posiadał przydział w rezerwie do 2 pułku lotniczego w Krakowie. Wziął udział w kampanii wrześniowej jako obserwator 26 eskadry obserwacyjnej w składzie Armii „Kraków”. Po zakończeniu walk przedostał się do Wielkiej Brytanii, gdzie służył podczas bitwy o Anglię w 301 dywizjonie bombowym „Ziemi Pomorskiej” jako nawigator. Wojnę zakończył w stopniu kapitana lotnictwa.
Po zdemobilizowaniu pozostał w Wielkiej Brytanii i osiadł na stałe w Leeds. Był działaczem Stowarzyszenia Lotników Polskich. Zmarł i został pochowany w Leeds.

## Ordery i odznaczenia
- Krzyż Srebrny Orderu Virtuti Militari (za kampanię wrześniową) nr 9047[2]
- Krzyż Walecznych czterokrotnie
- Złoty Krzyż Zasługi